# Robert D. Rowley
Robert Deane Rowley junior (* 6. Juli 1941 in Cumberland, Maryland; † 18. Januar 2010 in York, Pennsylvania) war ein anglikanischer Bischof der Episkopalkirche der Vereinigten Staaten von Amerika. Er war von 1991 bis 2007 der 7. Bischof der Episcopal Diocese of Northwestern Pennsylvania.
Rowley studierte Rechtswissenschaften an der University of Pittsburgh, bekam dort seinen Bachelor of Arts und seinen Bachelor of Laws. Seinen Master of Laws in Internationalem Recht erhielt er an der George Washington University. 1965 wurde Rowley in die Anwaltschaft von Pennsylvania aufgenommen, ab 1966 durfte er vor dem Court of Military Appeals und ab 1970 auch vor dem Obersten Gerichtshof der Vereinigten Staaten tätig werden.
Rowley war von 1966 bis 1974 als judge advocate in der United States Navy und bis zu seinem Ruhestand 1992 in der U.S. Naval Reserve tätig. Als er 1992 in den Ruhestand ging und wurde er im Rang eines captain entlassen. Rowley war auf Internationales Recht spezialisiert. 
Ende der 1970er Jahre entschied sich Rowley Priester zu werden. Er besuchte das Episcopal Theological Seminary of the Southwest und erhielt dort 1977 seinen Master of Divinity. Im Juni 1977 wurde er zum Diakon ordiniert, Januar 1978 erhielt Rowley dann seine Priesterweihe. Im Mai 1989 wurde er durch Edmond Lee Browning sowie Donald James Davis und James Michael Mark Dyer zum Bischof geweiht und war bis 1991 Bischofkoadjutor, bevor er schließlich selbst Diözesanbischof wurde. Als solcher gehörte er von 1993 bis 2002 dem Presiding Bishop's Council of Advice an und war in derselben Zeit Präsident der Provinz III der Episkopalkirche. Im Jahr 1997 war er einer der Kandidaten für das Amt des Presiding Bishop, in das dann schließlich Frank Griswold gewählt wurde.
Rowley starb am 18. Januar 2010 im Alter von 68 Jahren. Am 22. Januar erfolgte seine Beisetzung auf dem Arlington National Cemetery. Er war verheiratet und hatte zwei Kinder, einen Sohn und eine Tochter.